# El león de Flandes
El león de Flandes (en neerlandés; De Leeuw van Vlaanderen o de Slag der Gulden Sporen) es una novela histórica,  en holandés, escrita por el belga Hendrik Conscience en 1838. El relato se desarrolla durante la Guerra franco-flamenca y la batalla de Courtrai de 1302; está escrita en el típico estilo romántico de Conscience. Es considerada como uno de los textos fundadores de la literatura flamenca y confirmó a su autor como novelista. La obra influyó en el movimiento flamenco.

## Contexto
Hendrik Conscience nació en 1812, en el seno de una familia franco-flamenca de Amberes. Conscience tuvo una educación bilingüe, en francés y holandés. Después de ejercer brevemente la docencia, se unió a la Revolución belga en julio de 1830, y posteriormente sirvió en el ejército belga durante la Campaña de los Diez Días de 1831. Se retiró del ejército en 1836, trasladandóse a la región de Kempen, empezando su actividad literaria. En aquel entonces, el idioma francés predominaba en Bélgica como la lengua oficial de las clases superiores, de la literatura y del gobierno. Mientras que los dialectos holandeses que eran ampliamente hablados como vernáculos, eran considerados vulgares y no se empleaban en la enseñanza ni en la literatura. Aun así, Conscience tenía una actitud diferente y favorable hacia esa lengua, y la aplicó en su vasta obra literaria.

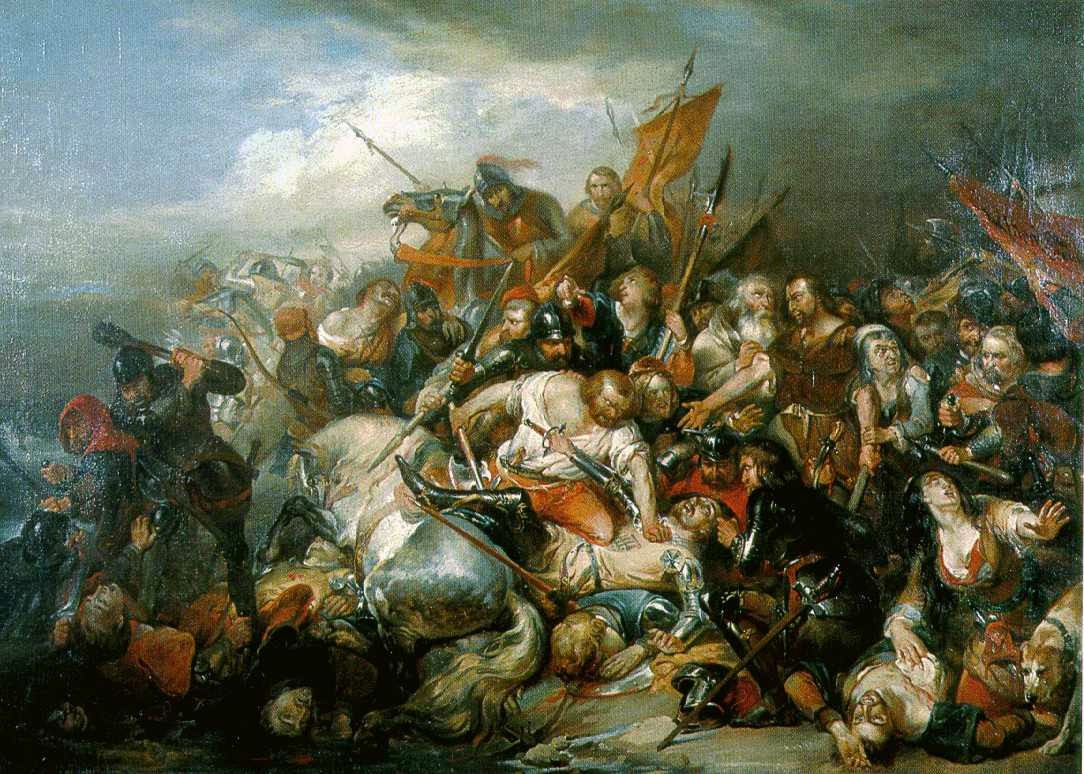
De Slag der Gulden Sporen (1836) by Nicaise de Keyser may have served as an inspiration for the book

Conscience se dio al nuevo género de la novela histórica, aparecido hacia el 1800, sus primeras obras aúnan su interés hacia la lengua neerlandesa y la historia de Flandes dentro del romanticismo literario. Su primer libro fue In 't Wonderjaer ("En el año de los milagros"), publicado en 1837, que trata del Beeldenstorm de 1566 y la rebelión calvinista de los Países Bajos españoles contra el dominio de la España católica. Conscience no habría podido publicar su libro si el apoyo financiero de sus amigos, entre ellos, el Rey Leopoldo I; aunque tuvo éxito, obtuvo una pequeña ganancia y comenzó a trabajar en un nuevo libro.
La obra de Conscience fue innovadora por estar escrita en neerlandés.  En Bélgica la lengua culta en aquel momento era el francés, empleado por la aristocracia y como lengua oficial en todo el país. Los dialectos flamencos eran usados en la vida corriente por la población, pero su uso era considerado vulgar por la burguesía e inadecuado para la literatura. Para Conscience, en cambio, el flamenco confería más autenticidad a sus obras y lo prefería, haciéndolas singulares. El nacionalismo romántico tuvo una importante influencia en la revolución belga.

## El león de Flandes

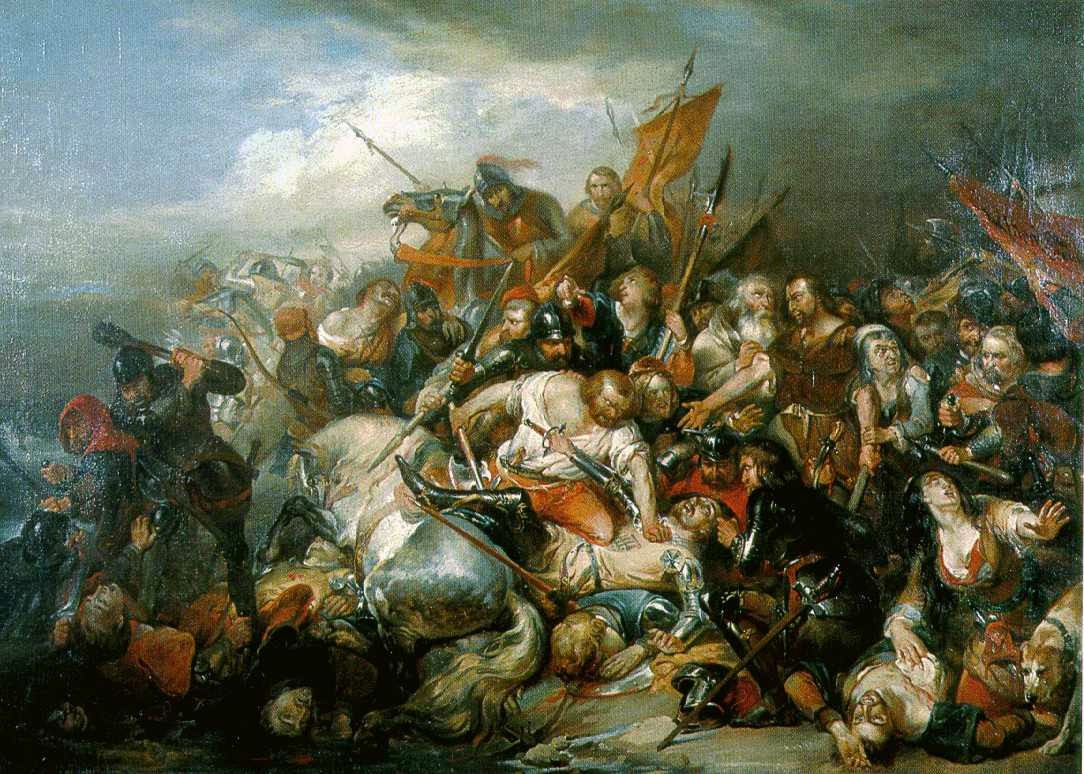
La Batalla de Courtrai (1836) por Nicaise de Keyser pudo haber servido como una inspiración para Conscience

En 1838, Conscience publicó su segunda novela con el título de De Leeuw van Vlaenderen, of de Slag der Gulden Sporen, mientras que en español llevó el nombre de "El León de Flandes, o la Batalla de Courtrai."
El contexto del libro fue la Guerra Franco-Flamenca y, especialmente, en la Batalla de Courtrai, el cual usa como ambiente para la aventura amorosa de Machteld, la hija de Roberto de Béthune con el caballero Adolf van Nieuwlandt.
El libro se desvía de la trama en varias ocasiones, por ejemplo, cuando Robert salva al ejército flamenco durante la batalla mientras que, en realidad,  fue hecho prisionero durante el transcurso de esta. Conscience consultó aproximadamente veinte fuentes históricas, explorando el sitio de la batalla y pidió el consejo de expertos en historia medieval, a pesar de que hizo uso de información anticuada e inexacta desde crónicas medievales.

## Análisis
Tras el considerable éxito de El león de Flandes, Conscience recibió el mérito de ser "el hombre que enseñó a su pueblo a leer". Además, el libro confirmó la reputación de Conscience como novelista. Al momento de su muerte en 1883, Conscience había escrito alrededor 100 novelas.
La Enciclopedia Británica describió El león de Flandes como una "épica apasionada" y lo comparó a la ficción histórica del escritor escocés Walter Scott.
La publicación del libro contribuyó en el aumento del sentimiento de identidad nacional en Flandes durante el siglo XIX, y en el rápido crecimiento del movimiento flamenco durante y posterior al siglo XX.

## Adaptaciones
En 1950, Bob de Moor adaptó la historia en un álbum de cómics de una sola ronda. Es considerada como una de sus mejores obras.
En 1985, Hugo Claus realizó una adaptación fílmica de la novela con actores reales. Terminó siendo un fracaso crítico y comercial.